# Técnica del par espaciado
La técnica del par espaciado es un sistema de colocación de micrófonos para lograr una grabación estéreo de sonido.
De las tres técnicas habituales para la grabación estéreo, la técnica del par espaciado es la que consigue mayor amplitud del estéreo (por encima de la técnica del par coincidente y por encima de la técnica del par casi coincidente).
Se colocan dos o tres micrófonos idénticos separados horizontalmente, apuntando en línea recta hacia la procedencia del sonido. Los micrófonos pueden tener cualquier diagrama polar, sin embargo, en esta modalidad el patrón más utilizado es el  omnidireccional. Si, finalmente, se usan micrófonos omnidireccionales, éstos deben situarse cerca del escenario para lograr una relación entre sonido directo/sonido reflejado aceptable.
En la técnica del par espaciado, lo que produce el efecto estéreo es la diferencia de tiempo en que se recibe la información procedente de cada uno de los dos canales, permitiendo así la localización espacial de las diferentes fuentes sonoras. Las fuentes centrales producen una señal idéntica. En cambio, una fuente colocada hacia un lado, estará más cercana a uno de los micrófonos que al otro u otros y, por ello, su sonido alcanzará al micro más próximo antes que al que está más alejado. Al reproducir el resultado, nos encontramos ante dos señales casi idénticas, con la salvedad de que una señal está retardada (la del micro alejado) con respecto a la otra (la del micro próximo). Cuando la señal retardada es reproducida, es percibida como lejana al centro.
Cuanto más separados estén los micrófonos mayor será la amplitud del estéreo. Sin embargo, el mito de que los micrófonos espaciados podrían estarlo tanto como los propios altavoces es falso, dado que si la separación resulta exagerada, las fuentes sonoras que estén ligeramente fuera del centro pueden reproducirse como totalmente a la derecha o totalmente a la izquierda, según el caso.
Para grabar con un buen equilibrio es necesario colocar los micrófonos separados aproximadamente entre los 3 y los 3,65 metros (de 10 a 12 píes), pero tal separación resulta exagerada, por ello, lo normal, es colocar un tercer micrófono a mitad de camino del par original y mezclar su salida con ambos canales.
La ventaja de utilizar la técnica del par espaciado es que la imagen sonora resultante produce una sensación cálida del ambiente, en el caso de estar grabando a una orquesta, la reverberación de la sala de conciertos parece rodear a los instrumentos y al propio oyente.
Otra ventaja en la utilización del par espaciado es que contrarresta el desequilibrio que se produce por el retardo cuando el oyente se sienta fuera del centro de los altavoces.
El inconveniente de emplear esta técnica del par espaciado (pese a la amplitud de estéreo que se consigue) es que cuando la imagen se aleja del centro tiende a resultar vagas y desenfocadas (es decir, difíciles de localizar). Aunque si el objetivo es este: buscar imágenes sonoras más bien difusas; sin duda, la técnica del par espaciado es la más indicada. De hecho, esta técnica es muy utilizada por los creadores de efectos especiales.
Otro gran problema que presenta la técnica del par espaciado es que entre ambos canales pueden producirse grandes diferencias de fase lo que implica que no es monocompatible (pueden cancelarse ciertas frecuencias/ o producirse bibenes/efecto peine) y que no se puede editar a corte (record-cutting).
Las modalidades de técnica de par espaciado más utilizadas son:
- Omnidireccionales espaciados a 91 cm (Tres pies). Se utilizan dos micrófonos omnidireccionales y se logra una imagen sonora de bastante precisión aunque las fuentes que quedan fuera del centro quedan pobremente enfocadas. Esto se solucionaría separando los micrófonos 60 cm (dos pies) en lugar de los 91 cm, logrando una mejor precisión de localización.
- Omnidireccionales espaciados a 3 metros (10 pies). Al utilizar dos micrófonos omnidireccionales muy separados se logra una gran amplitud de estéreo con una cobertura uniforme.
- Omnidireccionales espaciados a 3 metros (10 pies) extremo a extremo. Utiliza tres micrófonos omnidireccionales espaciados 3 metros extremo a extremo. El micro central queda espaciado horizontalmente 1,5 metros de los otros dos. Se logra así mantener una gran cobertura, pero reduciendo la separación del estéreo (señal de vacío en el centro).

- Datos: Q6154489